# Selaginella dosediae
Selaginella dosediae är en mosslummerväxtart som beskrevs av Alexander Gilli. Selaginella dosediae ingår i släktet mosslumrar, och familjen mosslummerväxter. Inga underarter finns listade i Catalogue of Life.